# Triraphis brasiliensis
Triraphis brasiliensis är en stekelart som först beskrevs av Szepligeti 1902.  Triraphis brasiliensis ingår i släktet Triraphis och familjen bracksteklar. Inga underarter finns listade i Catalogue of Life.